# エイミー・サイメッツ
エイミー・サイメッツ（Amy Seimetz、1981年11月25日 - ）は、アメリカ合衆国の女優、脚本家、映画プロデューサー、映画監督、映画編集者。

## 来歴
1981年11月25日、アメリカ合衆国フロリダ州タンパに生まれる。
女優としてAMCのThe Killing、HBOのFamily Tree、Shane CarruthのUpstream Colorなどに出演する。

## 出演作品

### 映画
- タイニー・ファニチャー Tiny Furniture（2010年）
- アメリカン・スリープオーバー The Myth of the American Sleepover（2010年）
- ビューティフル・ダイ A Horrible Way to Die（2010年）
- サプライズ You're Next（2011年）
- サクラメント 死の楽園 The Sacrament（2013年）
- ラブソングに乾杯 Lovesong（2016年）
- エイリアン: コヴェナント Alien: Covenant（2017年）
- ペット・セメタリー Pet Sematary（2019年）
- マヤの秘密 The Secrets We Keep（2020年）
- ミュータント: マックス Archenemy (2020年)
- クライム・ゲーム No Sudden Move (2021年)

### TV
- THE KILLING（シーズン３）（2013年）
- LAW & ORDER：性犯罪特捜班　（シーズン１５）（2013～2014年）
- THE KILLING（シーズン４）（2014年）
- ガールフレンド・エクスペリエンス　（2016-17年） 企画・製作・出演